# Agar xocolata

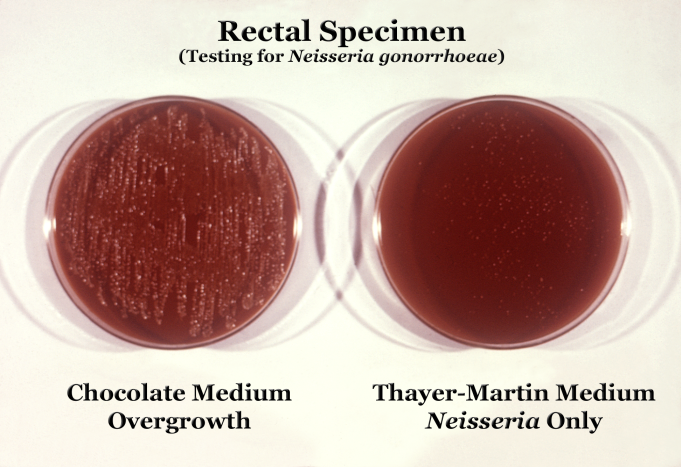
Comparació de dos medis de cultiu utilitzats per a la proliferació de Neisseria gonorrhoeae. Noteu que l'agar xocolata (esquerra) presenta un proliferació bacteriana excessiva en ser no selectiu, donada la seva composició permet el creixement d'una gran varietat de microorganismes a més de N. gonorrhoeae, mentre que el medi de cultiu en agar Thayer Martin en ser selectiu, ja que conté antibiòtics que inhibeixen la proliferació d'altres microorganismes i en ell solament proliferen les soques de Neisseria gonorrhoeae.

L'agar xocolata (CHOC) és un medi de cultiu enriquit i no selectiu. És una variació de l'agar sang, ja que conté, entre altres components, glòbuls vermells que han sigut lisats escalfant-los a 56 °C. Aquest agar s'usa per a la delicada i exigent proliferació de bacteris aeròbic, com per exemple Haemophilus influenzae. Aquests bacteris necessiten factors de creixement, com el NAD i hematina, components que presents dins dels glòbuls vermells; per tant, un requisit lògic pel creixement és la lisi dels glòbuls rojos. L'agar es diu així degut a la seva semblança amb la xocolata, però no en conté gens. Com que aquest medi suporta molts tipus de bacteris, no és gaire útil per analitzar mostres provinents de femta o altres mostres riques en microorganismes.

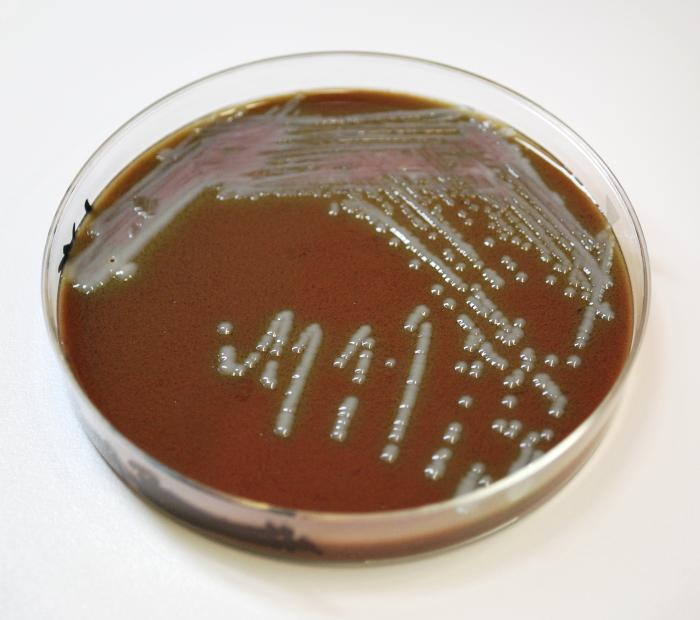
Agar xocolata amb colònies visibles de Francisella